# Protocolo 21 do Conselho Nacional de Política Fazendária
O Protocolo ICMS 21/2011 é uma resolução do Conselho Nacional de Política Fazendária (Confaz), órgão ligado ao Ministério da Fazenda, a respeito da cobrança do Imposto sobre Circulação de Mercadorias e Serviços (ICMS), em compras realizadas por meio do e-commerce.
Esse protocolo muda a forma de recolhimento do imposto estadual em compras realizadas pela internet. No modelo atual, as lojas virtuais recolhem o ICMS no Estado em que estão instaladas, ou seja, onde o bem ou serviço foi originado. Com o protocolo, as unidades federativas signatárias estão autorizadas a gerar a cobrança do ICMS no Estado de destino da compra.
Os estados signatários a resolução são: Acre, Alagoas, Amapá, Bahia, Ceará, Espírito Santo, Goiás, Maranhão, Mato Grosso, Mato Grosso do Sul, Pará, Paraíba, Pernambuco, Piauí, Rio Grande do Norte, Roraima, Rondônia, Sergipe e o Distrito Federal. 
O protocolo é questionado constitucionalmente por permitir a duplicidade de cobrança do imposto. Em fevereiro de 2014, o Supremo Tribunal Federal (STF) suspendeu a regra.